# ولیکا راون
ولیکا راون (اسلوونیایی: Velika Raven) یک زیستگاه انسانی در اسلوونی است که در Lower Styria واقع شده‌است.

## خصوصیات
ولیکا راون ۱٫۸۷ کیلومترمربع مساحت و ۲۹ نفر جمعیت دارد و ۵۶۰ متر بالاتر از سطح دریا واقع شده‌است.